# Свети Бесребреници
Свети Бесребреници (грч. Άγιοι Ανάργυροι, Ајии Анаргири) је насељено место у општини Горуша у периферији Западна Македонија, Грчка. Према попису из 2021. године било је 16 становника.
Насеље је 1913. године имало 279 житеља Грка муслимана (Валахади). Свети Бесребреници се налазе у области Населица, која је некада била насељена словенским становништвом које је касније хеленизовано. Године 1923. муслиманско становништво је принудно исељено у Турску а на њихово место је насељено 46 грчких избегличких породица, којих је на попису из 1928. године било 178. Село се раније звало Вроштани.